# Arctic Race of Norway 2022
9. ročník etapového cyklistického závodu Arctic Race of Norway se konal mezi 11. a 14. srpnem 2022 v Norsku. Celkovým vítězem se stal Nor Andreas Leknessund z týmu Team DSM. Na druhém a třetím místě se umístili Kanaďan Hugo Houle (Israel–Premier Tech) a Ital Nicola Conci (Alpecin–Deceuninck). Závod byl součástí UCI ProSeries 2022 na úrovni 2.Pro.

## Týmy
Závodu se zúčastnilo 6 z 18 UCI WorldTeamů, 10 UCI ProTeamů a 3 UCI Continental týmy. Všechny týmy nastoupily na start s šesti závodníky kromě týmů Human Powered Health, Team DSM a Trinity Racing s pěti jezdci, závod tak odstartovalo 111 jezdců. Do cíle v Trondheimu dojelo 104 z nich.
UCI WorldTeamy
- Astana Qazaqstan Team
- Cofidis
- Intermarché–Wanty–Gobert Matériaux
- Israel–Premier Tech
- Team BikeExchange–Jayco
- Team DSM

UCI ProTeamy
- Alpecin–Deceuninck
- Arkéa–Samsic
- B&B Hotels–KTM
- Burgos BH
- Bingoal Pauwels Sauces WB
- Euskaltel–Euskadi
- Human Powered Health
- Sport Vlaanderen–Baloise
- Team TotalEnergies
- Uno-X Pro Cycling Team

UCI Continental týmy
- China Glory Continental Cycling Team
- Team Coop
- Trinity Racing

## Trasa a etapy
| Etapa         | Datum         | Trasa                                  | Vzdálenost | Typ      | Typ           | Vítěz                    |
| ------------- | ------------- | -------------------------------------- | ---------- | -------- | ------------- | ------------------------ |
| 1             | 11. srpna     | Mo i Rana – Mo i Rana                  | 186,8 km   |          | Zvlněná etapa | Axel Zingle (FRA)        |
| 2             | 12. srpna     | Mosjøen – Brønnøysund                  | 154,3 km   |          | Zvlněná etapa | Dylan Groenewegen (NED)  |
| 3             | 13. srpna     | Namsos – Skallstuggu summit (Levanger) | 177,7 km   |          | Horská etapa  | Victor Lafay (FRA)       |
| 4             | 14. srpna     | Trondheim – Trondheim                  | 159,1 km   |          | Zvlněná etapa | Andreas Leknessund (NOR) |
| Celková délka | Celková délka | Celková délka                          | 677,9 km   | 677,9 km | 677,9 km      | 677,9 km                 |

## Průběžné pořadí
| Etapa          | Vítěz              | Celkové pořadí     | Bodovací soutěž | Vrchařská soutěž | Soutěž mladých jezdců | Soutěž týmů         |
| -------------- | ------------------ | ------------------ | --------------- | ---------------- | --------------------- | ------------------- |
| 1              | Axel Zingle        | Axel Zingle        | Axel Zingle     | Stephen Bassett  | Axel Zingle           | Cofidis             |
| 2              | Dylan Groenewegen  | Axel Zingle        | Amaury Capiot   | Stephen Bassett  | Axel Zingle           | Cofidis             |
| 3              | Victor Lafay       | Victor Lafay       | Amaury Capiot   | Stephen Bassett  | Kévin Vauquelin       | Israel–Premier Tech |
| 4              | Andreas Leknessund | Andreas Leknessund | Axel Zingle     | Stephen Bassett  | Andreas Leknessund    | Alpecin–Deceuninck  |
| Konečné pořadí | Konečné pořadí     | Andreas Leknessund | Axel Zingle     | Stephen Bassett  | Andreas Leknessund    | Alpecin–Deceuninck  |

- V 2. etapě nosil Mathieu Burgaudeau, jenž byl druhý v bodovací soutěži, zelený dres, protože vedoucí závodník této klasifikace Axel Zingle nosil zlatý dres pro lídra celkového pořadí.
- V 2. etapě nosil Gleb Syrica, jenž byl třetí v soutěži mladých jezdců, bílý dres, protože vedoucí závodník této klasifikace Axel Zingle nosil zlatý dres pro lídra celkového pořadí a druhý závodník této klasifikace Mathieu Burgaudeau nosil zelený dres pro lídra bodovací soutěže.
- Ve 3. etapě nosil Mathieu Burgaudeau, jenž byl druhý v soutěži mladých jezdců, bílý dres, protože vedoucí závodník této klasifikace Axel Zingle nosil zlatý dres pro lídra celkového pořadí.

## Konečné pořadí
| Legenda | Legenda                         | Legenda | Legenda                               |
| ------- | ------------------------------- | ------- | ------------------------------------- |
|         | Označuje lídra celkového pořadí |         | Označuje lídra vrchařské soutěže      |
|         | Označuje lídra bodovací soutěže |         | Označuje lídra soutěže mladých jezdců |

### Celkové pořadí
| Pořadí | Jezdec                   | Tým                                | Čas         |
| ------ | ------------------------ | ---------------------------------- | ----------- |
| 1      | Andreas Leknessund (NOR) | Team DSM                           | 16h 11' 32" |
| 2      | Hugo Houle (CAN)         | Israel–Premier Tech                | + 8"        |
| 3      | Nicola Conci (ITA)       | Alpecin–Deceuninck                 | + 9"        |
| 4      | Axel Zingle (FRA)        | Cofidis                            | + 14"       |
| 5      | Victor Lafay (FRA)       | Cofidis                            | + 15"       |
| 6      | Kévin Vauquelin (FRA)    | Arkéa–Samsic                       | + 22"       |
| 7      | Max Poole (GBR)          | Team DSM                           | + 23"       |
| 8      | Quinten Hermans (BEL)    | Intermarché–Wanty–Gobert Matériaux | + 26"       |
| 9      | Carl Fredrik Hagen (NOR) | Israel–Premier Tech                | + 28"       |
| 10     | Sjoerd Bax (NED)         | Alpecin–Deceuninck                 | + 35"       |

### Bodovací soutěž
| Pořadí | Jezdec                    | Tým                                | Body |
| ------ | ------------------------- | ---------------------------------- | ---- |
| 1      | Axel Zingle (FRA)         | Cofidis                            | 29   |
| 2      | Andreas Leknessund (NOR)  | Team DSM                           | 21   |
| 3      | Amaury Capiot (BEL)       | Arkéa–Samsic                       | 20   |
| 4      | Mathieu Burgaudeau (FRA)  | Team TotalEnergies                 | 17   |
| 5      | Hugo Houle (CAN)          | Israel–Premier Tech                | 16   |
| 6      | Victor Lafay (FRA)        | Cofidis                            | 15   |
| 7      | Dylan Groenewegen (NED)   | Team BikeExchange–Jayco            | 15   |
| 8      | Maurice Ballerstedt (GER) | Alpecin–Deceuninck                 | 13   |
| 9      | Nicola Conci (ITA)        | Alpecin–Deceuninck                 | 13   |
| 10     | Quinten Hermans (BEL)     | Intermarché–Wanty–Gobert Matériaux | 13   |

### Vrchařská soutěž
| Pořadí | Jezdec                    | Tým                       | Body |
| ------ | ------------------------- | ------------------------- | ---- |
| 1      | Stephen Bassett (USA)     | Human Powered Health      | 19   |
| 2      | Aaron Van Poucke (BEL)    | Sport Vlaanderen–Baloise  | 17   |
| 3      | Andreas Leknessund (NOR)  | Team DSM                  | 16   |
| 4      | Håkon Aalrust (NOR)       | Team Coop                 | 6    |
| 5      | Alessandro Verre (ITA)    | Arkéa–Samsic              | 6    |
| 6      | Victor Lafay (FRA)        | Cofidis                   | 5    |
| 7      | Tom Wirtgen (LUX)         | Bingoal Pauwels Sauces WB | 5    |
| 8      | Fabien Grellier (FRA)     | Team TotalEnergies        | 5    |
| 9      | Nicola Conci (ITA)        | Alpecin–Deceuninck        | 4    |
| 10     | Maurice Ballerstedt (GER) | Alpecin–Deceuninck        | 4    |

### Soutěž mladých jezdců
| Pořadí | Jezdec                   | Tým                     | Čas         |
| ------ | ------------------------ | ----------------------- | ----------- |
| 1      | Andreas Leknessund (NOR) | Team DSM                | 16h 11' 32" |
| 2      | Nicola Conci (ITA)       | Alpecin–Deceuninck      | + 9"        |
| 3      | Axel Zingle (FRA)        | Cofidis                 | + 14"       |
| 4      | Kévin Vauquelin (FRA)    | Arkéa–Samsic            | + 22"       |
| 5      | Max Poole (GBR)          | Team DSM                | + 23"       |
| 6      | Mathieu Burgaudeau (FRA) | Team TotalEnergies      | + 43"       |
| 7      | Andreas Stokbro (DEN)    | Team Coop               | + 53"       |
| 8      | Axel Laurance (FRA)      | B&B Hotels–KTM          | + 58"       |
| 9      | Kevin Colleoni (ITA)     | Team BikeExchange–Jayco | + 1' 02"    |
| 10     | Mark Donovan (GBR)       | Team DSM                | + 1' 02"    |

### Soutěž týmů
| Pořadí | Tým                                | Čas         |
| ------ | ---------------------------------- | ----------- |
| 1      | Alpecin–Deceuninck                 | 48h 35' 56" |
| 2      | Israel–Premier Tech                | + 7"        |
| 3      | Team DSM                           | + 21"       |
| 4      | Team TotalEnergies                 | + 2' 45"    |
| 5      | B&B Hotels–KTM                     | + 5' 41"    |
| 6      | Team BikeExchange–Jayco            | + 6' 27"    |
| 7      | Cofidis                            | + 7' 40"    |
| 8      | Astana Qazaqstan Team              | + 7' 47"    |
| 9      | Uno-X Pro Cycling Team             | + 8' 37"    |
| 10     | Intermarché–Wanty–Gobert Matériaux | + 10' 18"   |